# Kūh-e Hashtād
Kūh-e Hashtād (persiska: کوه هشتاد) är ett berg i Iran.   Det ligger i provinsen Esfahan, i den centrala delen av landet, 300 km söder om huvudstaden Teheran. Toppen på Kūh-e Hashtād är 3 858 meter över havet.
Terrängen runt Kūh-e Hashtād är kuperad norrut, men söderut är den bergig.Runt Kūh-e Hashtād är det glesbefolkat, med 14 invånare per kvadratkilometer. Närmaste större samhälle är Fereydunshahr, 16,5 km sydost om Kūh-e Hashtād. Trakten runt Kūh-e Hashtād består i huvudsak av gräsmarker.